# Dipodomys spectabilis
Dipodomys spectabilis es una especie de roedor de la familia Heteromyidae.

## Descripción
La rata canguro limita sus actividades a los montículos de tierra que ocntienen su complejo sistema de vivienda.  Aunque no es naturalmente agresiva es muy territorial. Hacer sonidos de percusión con sus pies sobre un montículo es su forma de avisar de peligro. Se da baños de arena tanto para limpiar su pelaje como para marcar su territorio. La punta blanca de su cola es la que le da su nombre en latín  ""spectabilis,"" que significa "digna de verse" o "notable".

## Distribución geográfica
Se encuentran en México y Arizona, Nuevo México y Texas en los Estados Unidos.